# Бенедикт Вонг
Бенедикт Вонг (енгл. Benedict Wong, рођен 3. јула 1971) је енглески глумац. Познат је по улогама Бруса Нга у филму Марсовац: Спасилачка мисија (2015) и Вонга у Марвеловом филмском универзуму. Први пут се појавио у филму Доктор Стрејнџ (2016), а касније и у филму Осветници: Рат бескраја (2018). Поновио је своју улогу у филмовима Осветници: Крај игре (2019), Шенг-Чи и легенда о десет прстенова (2021), Спајдермен: Пут без повратка (2021) и Доктор Стрејнџ у мултиверзуму лудила (2022).